# 시니스터 스쿼드
《시니스터 스쿼드》(SINISTER SQUAD)는 미국에서 제작된 제레미 M. 인맨 감독의 2016년 액션 영화이다. 조니 레이 디아즈 등이 주연으로 출연하였고 데이빗 마이클 랫 등이 제작에 참여하였다.

## 출연

### 주연
- 조니 레이 디아즈
- 크리스티나 리치아르디

### 조연
- 닉 프린서프
- 린지 소여
- 트래 아일랜드
- 피오나 르네

## 기타
- 공동제작: 폴 베일스
- 라인프로듀서: 반 화이트
- 사운드슈퍼바이저: 리사 리스
- 배역: 스코티 멀른